# Thủ môn Serie A xuất sắc nhất năm
Thủ môn Serie A xuất sắc nhất năm là giải thưởng hàng năm, được Hiệp hội cầu thủ Ý trao cho thủ môn xuất sắc nhất trong một mùa bóng ở Serie A. Đây là một phần của giải thưởng Oscar del Calcio.

## Thủ môn đoạt giải
| Năm  | Cầu thủ          | Câu lạc bộ       |
| ---- | ---------------- | ---------------- |
| 1997 | Angelo Peruzzi   | Juventus         |
| 1998 | Angelo Peruzzi   | Juventus         |
| 1999 | Gianluigi Buffon | Parma            |
| 2000 | Francesco Toldo  | Fiorentina       |
| 2001 | Gianluigi Buffon | Parma / Juventus |
| 2002 | Gianluigi Buffon | Juventus         |
| 2003 | Gianluigi Buffon | Juventus         |
| 2004 | Dida             | AC Milan         |
| 2005 | Gianluigi Buffon | Juventus         |
| 2006 | Gianluigi Buffon | Juventus         |
| 2007 | Angelo Peruzzi   | Lazio            |
| 2008 | Gianluigi Buffon | Juventus         |
| 2009 | Júlio César      | Internazionale   |